# Padre Abad (província)
Padre Abad é uma província do Peru localizada na região de  Ucayali. Sua capital é a cidade de Aguaytía.

## Distritos da província
- Alexander von Humboldt
- Curimana
- Irazola
- Neshuya
- Padre Abad